# Jason Derulo
Jason Joel Desrouleaux (n. 21 septembrie 1989), cunoscut pe plan profesional ca Jason Derulo (anterior stilizat Derülo), este un cântăreț, compozitor și dansator american.

## Biografie
Derulo s-a născut în Miami, Florida, din părinți haitieni. Numele lui la naștere a fost Desrouleaux, dar i-a schimbat ortografia pentru a fi mai ușor de pronunțat.
Derulo cântă de la vârsta de cinci ani și a scris primul lui cântec, „Crush on You”, la opt ani. Derulo și-a petrecut tinerețea studiind operă, teatru și balet. A studiat la Dillard Center for the Arts din Fort Lauderdale, Florida  și a absolvit American Musical and Dramatic Academy din New York.
La 12 ani l-a întâlnit pe viitorul său manager, Frank Harris, un student la facultatea de drept care îl ajuta să își îmbunătățească abilitățile la baschet.

## Carieră muzicală

### Perioada 2007-2009: începuturile
Derulo a scris piese pentru artiști precum  Diddy, Danity Kane, Donnie Klang, Sean Kingston,  Cassie și Lil Mama de la 16 ani, a dorit să devină cântăreț solo. După ce a mers la școli de arte interpretative și și-a finisat talentul de dansator și cântăreț (plus că a jucat în producțiile de teatru Ragtime și Smokey Joe's Cafe), Derulo a câștigat marele premiu al emisiunii TV Showtime at the Apollo. Derulo a fost descoperit de producătorul de muzică J. R. Rotem, care a semnat cu casa lui de discuri Beluga Heights Records și Warner Bros. Records.
Cariera muzicală a lui Derulo a început în 2007 când a cântat pe melodia lui Birdman, "Bossy", care a apărut pe albumul lui, 5 * Stunna.

### 2009–prezent:Jason Derulo
Pe 4 august 2009, Jason, și-a lansat melodia de debut „Whatcha Say”. A fost produsă de J. R. Rotem cu participarea lui Fuego. La finalul lui august 2009, cântecul a intrat în Billboard Hot 100 pe locul 54. 
și a ajuns pe locul 1 în noiembrie 2009. Videoclipul melodiei a apărut în septembrie 2009; după ce melodia a devenit un succes, Derulo a început munca la abumul său de debut. A lansat al doilea single de pe album "In My Head" , pe 8 decembrie 2009. A intrat pe locul 63 în Billboard Hot 100 și ajuns pe 9 până acum.
În România hit-urile lui au ajuns abia în 2013 și au răsunat la radiouri , pe posturile TV și a întrecut mulți artiști, cum ar fi:Delia,Amna,Smiley,Connect-r,Andra etc.
Prima sa melodie de succes a fost „Stupid love”.
Iar în 2021  are succes cu cântecul „Love not War”.
Acesta, în momentul de față, cere pe concert 600.000$.